# Philippe Decrauzat
 (janvier 2014).
Si vous disposez d'ouvrages ou d'articles de référence ou si vous connaissez des sites web de qualité traitant du thème abordé ici, merci de compléter l'article en donnant les références utiles à sa vérifiabilité et en les liant à la section « Notes et références ».
 (septembre 2024).
La mise en forme du texte ne suit pas les recommandations de Wikipédia : il faut le « wikifier ».
Les points d'amélioration suivants sont les cas les plus fréquents. Le détail des points à revoir est peut-être précisé sur la page de discussion.
- Les titres sont pré-formatés par le logiciel. Ils ne sont ni en capitales, ni en gras.
- Le texte ne doit pas être écrit en capitales (les noms de famille non plus), ni en gras, ni en italique, ni en « petit »…
- Le gras n'est utilisé que pour surligner le titre de l'article dans l'introduction, une seule fois.
- L'italique est rarement utilisé : mots en langue étrangère, titres d'œuvres, noms de bateaux, etc.
- Les citations ne sont pas en italique mais en corps de texte normal. Elles sont entourées par des guillemets français : « et ».
- Les listes à puces sont à éviter, des paragraphes rédigés étant largement préférés. Les tableaux sont à réserver à la présentation de données structurées (résultats, etc.).
- Les appels de note de bas de page (petits chiffres en exposant, introduits par l'outil «  Source ») sont à placer entre la fin de phrase et le point final[comme ça].
- Les liens internes (vers d'autres articles de Wikipédia) sont à choisir avec parcimonie. Créez des liens vers des articles approfondissant le sujet. Les termes génériques sans rapport avec le sujet sont à éviter, ainsi que les répétitions de liens vers un même terme.
- Les liens externes sont à placer uniquement dans une section « Liens externes », à la fin de l'article. Ces liens sont à choisir avec parcimonie suivant les règles définies. Si un lien sert de source à l'article, son insertion dans le texte est à faire par les notes de bas de page.
- La présentation des références doit suivre les conventions bibliographiques. Il est recommandé d'utiliser les modèles {{Ouvrage}}, {{Chapitre}}, {{Article}}, {{Lien web}} et/ou {{Bibliographie}}. Le mode d'édition visuel peut mettre en forme automatiquement les références.
- Insérer une infobox (cadre d'informations à droite) n'est pas obligatoire pour parachever la mise en page.

Pour une aide détaillée, merci de consulter Aide:Wikification.
Si vous pensez que ces points ont été résolus, vous pouvez retirer ce bandeau et améliorer la mise en forme d'un autre article.
Philippe Decrauzat est un artiste suisse, né en 1974. Il vit et travaille à Lausanne en Suisse.

## Formation
- 1999 École cantonale d'art de Lausanne Dont use this  edited by matete

## Thématique de la recherche artistique
Fasciné par les formes optiques, Philippe Decrauzat s’intéresse de près au graphisme, au cinéma, à l’architecture, à la musique et à la littérature. Il ne procède pas par simple appropriation, mais préfère les références discrètes, entremêlées et indicielles ; il choisit ses motifs et ses formes pour leurs qualités visuelles et spatiales. Dans un entretien, l’artiste précise ses liens avec ce type de vocabulaire : « Je suis intéressé par cette relation directe que l’art optique instaure avec le spectateur, par la façon dont il conditionne le regard. Cependant, contrairement aux artistes des années 1980, je ne cherche pas à développer un discours sur les enjeux idéologiques qui ont accompagné le développement historique de l’abstraction.
Bien plus que le tributaire de l’art optique, je suis avant tout redevable de pratiques qui interrogent le statut de l’image, c’est-à-dire des outils mis en place par l’art conceptuel et le pop art » .
Hybride, l’œuvre de Philippe Decrauzat marie jeu optique et présence physique dure. Elle concentre des questions de temps, de glissements, de superpositions et repose essentiellement sur l’envie d’une improbable rencontre. Son œuvre D. T. A. B. T. W. H. A. H. E., 2010, est conservée au Museo Cantonale d'Arte de Lugano.

## Expositions personnelles (sélection)
- 2007 Undercover, Kunstraum Walcheturm, Zürich
- 2006-2007 Philippe Decrauzat, Centre d'art contemporain, Genève.
- 2006 Swiss Institute, Plate 28, New York
- 2006 Galerie Francesca Pia, Zurich
- 2005 KOMAKINO, Mamco, Genève
- 2005 General Dynamics, Synagogue de Delme, Centre d'art contemporain, Delme, France (avec V. Szarek, Loïc Raguenes)
- 2005 Nowherenow, Kunsthaus Baselland, Basel
- 2003 That's the image I want, Glassbox, Paris
- 2002 Go for a ride, le Hall, Enba, Lyon
- 2001 Galerie Patrick Roy, Lausanne
- 2000 Le Rez, Musée cantonal des Beaux-Arts de Lausanne

## Expositions Collectives (sélection)
- 2013 Dynamo, un siècle de lumière et de mouvement dans l'art, 1913-2013, Grand Palais, Paris
- 2007 Welschland, Substitut, Berlin
- 2007 Le fonds des arts plastiques de la ville de Lausanne 2002-2006, Espace Arlaud, Lausanne
- 2006 Black/White chewing gum, Galerie Krobath Wimmer, Vienne
- 2006 Bring War Home, Elizabeth Dee Gallery, New York
- 2005 L'œil moteur, Musée des beaux-arts, Strasbourg
- 2005 General Dynamics, La Synagogie de Delme, France
- 2004 5 Billion Years, Swiss Institute, New York
- 2004 Filiale Basel
- 2004 Hot Lunch, Kunsthaus Glaris (avec Pierre Vadi)
- 2004 Jour d'hypnose, Le Rectangle, Lyon
- 2004 En mouvement, Galerie Jean Brolly, Paris
- 2004 Unter 30 II - Junge Schweizer Kunst, Museum Liner, Appenzell

## Distinctions
- prix Aurélie-Nemours, 2018[3]

- 2010 Prix Gustave Buchet
- 2006 Prix Dr Georg & Josi Guggenheim-Stiftung
- 2004 Prix concours fédéral d’art, Bâle, Suisse
- 2003 Prix Fondation Irène Reymond
- 2002 Prix Manor
- 1999 Prix Kiefer Hablitzel

## Publications
- 2004 Swiss art awards, Office fédéral de la culture, Berne.

## Collaborations
- 2015 Collaboration avec la créatrice Christine Phung[4].